# Werner Aldinger
Werner Aldinger (* 1958 in München) ist ein deutscher Musikproduzent im Bereich des Jazz. Zunächst als Posaunist, als Musikjournalist und als Radiomoderator tätig, leitet er heute Horst Webers Label enja.

## Wirken
Aldinger spielte Anfang der 1980er Jahre unter anderem in der Weltmusikband Embryo, mit den Dissidenten und Charlie Mariano sowie mit Schäggy Bädsch um Hubl Greiner.
Von 1987 bis 1989 moderierte er für den Bayerischen Rundfunk Musik- und Jugendsendungen wie Rocklok, Nachtsession oder Zündfunk. Als Kritiker verfasste er Beiträge für diverse Jazz- und Hifi-Zeitschriften. 1990 holte ihn Horst Weber als Labelmanager und Produzent zu enja records, wo er zehn Jahre später an dessen Stelle trat. 2008 gründete er sein eigenes Label yellowbird records.
Mehrere seiner Produktionen wurden mit dem Preis der deutschen Schallplattenkritik ausgezeichnet, so Alben von Jun Miyake, Elliott Sharp, Aki Takase, Paul Brody, Archie Shepp, Mal Waldron und Roman Bunka. Auch kam es zu Würdigungen mit dem Industriepreis Echo Jazz. Als Produzent arbeitete er weiterhin mit Dewey & Joshua Redman, Sun Ra, Eddie Harris, Myra Melford, Marc Ribot, Johannes Enders, Michel Godard, Nils Wogram, Lucia Cadotsch, Roy Nathanson, David Liebman oder Kip Hanrahan. Daneben tritt er gelegentlich noch selbst mit Bands wie Bluekilla oder der Resi-Schmelz-Combo auf.